# ویلیام هیوز
ویلیام هیوز (به انگلیسی: William Hughes) سناتور سابق عضو حزب دموکرات ایالات متحده آمریکا بود. وی در سال ۱۹۱۳ تا ۱۹۱۸ میلادی سناتور ایالت نیوجرسی در سنای ایالات متحده آمریکا بود.